# Disperse Orange 149
Disperse Orange 149 ist ein Azofarbstoff aus der Gruppe der Dispersionsfarbstoffe, der im Textilbereich eingesetzt wird.

## Eigenschaften
Bei der reduktiven Spaltung von Disperse Orange 149 können sich krebserzeugende aromatische Amine abspalten.

## Regulierung
In der Europäischen Union ist Pigment Orange 5 durch die Verordnung (EG) Nr. 1223/2009 in kosmetischen Mitteln verboten.

## Externe Links zu erwähnten Verbindungen
1. ↑  Externe Identifikatoren von bzw. Datenbank-Links zu Disperse Orange 149:  CAS-Nr.: 151126-94-2, Wikidata: Q132132955.